# Polestar 3
Polestar 3 - електричний SUV Coupe вищого класу, що випускається під китайсько-шведським брендом Polestar з 2023 року.

## Опис

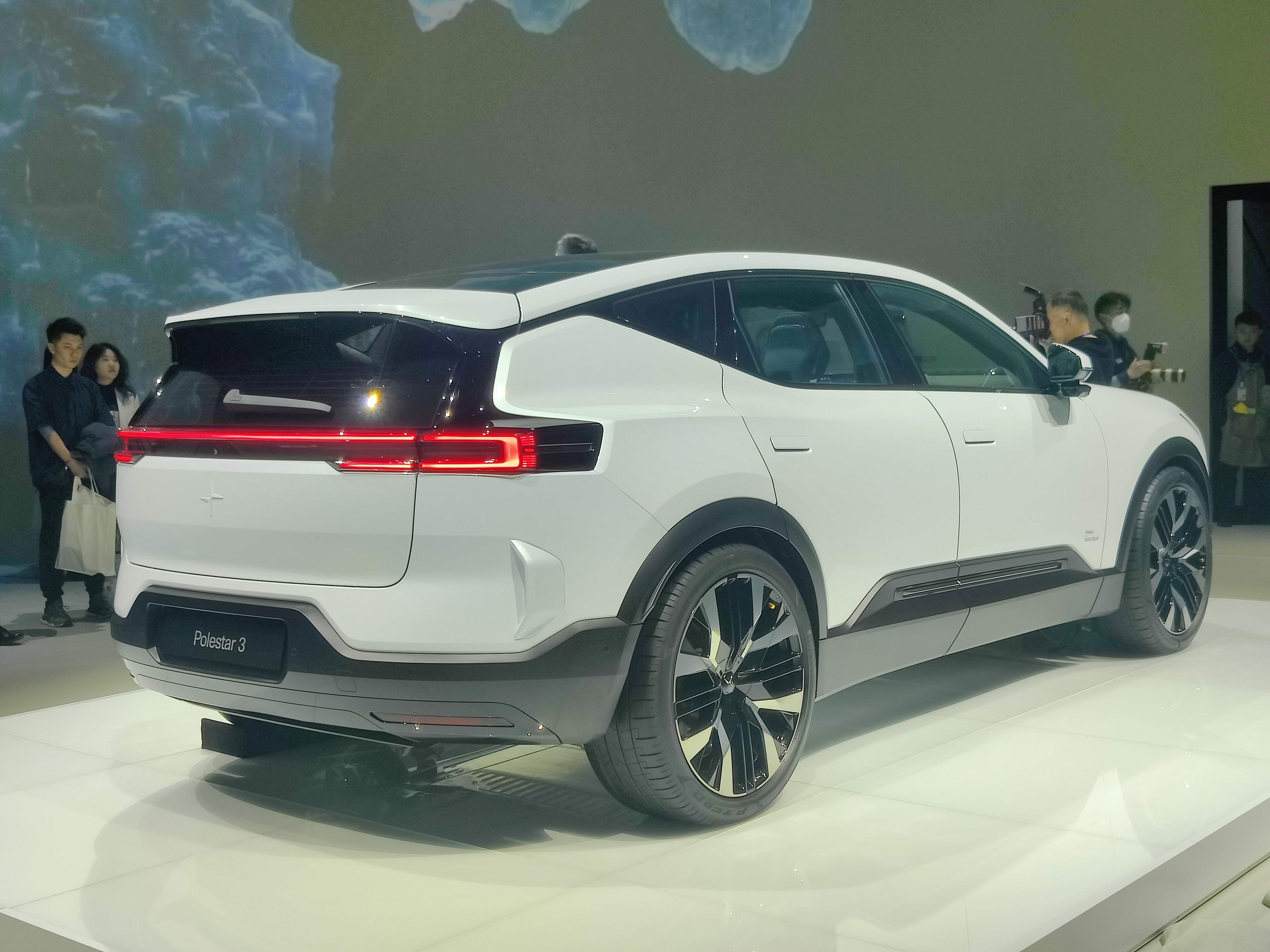

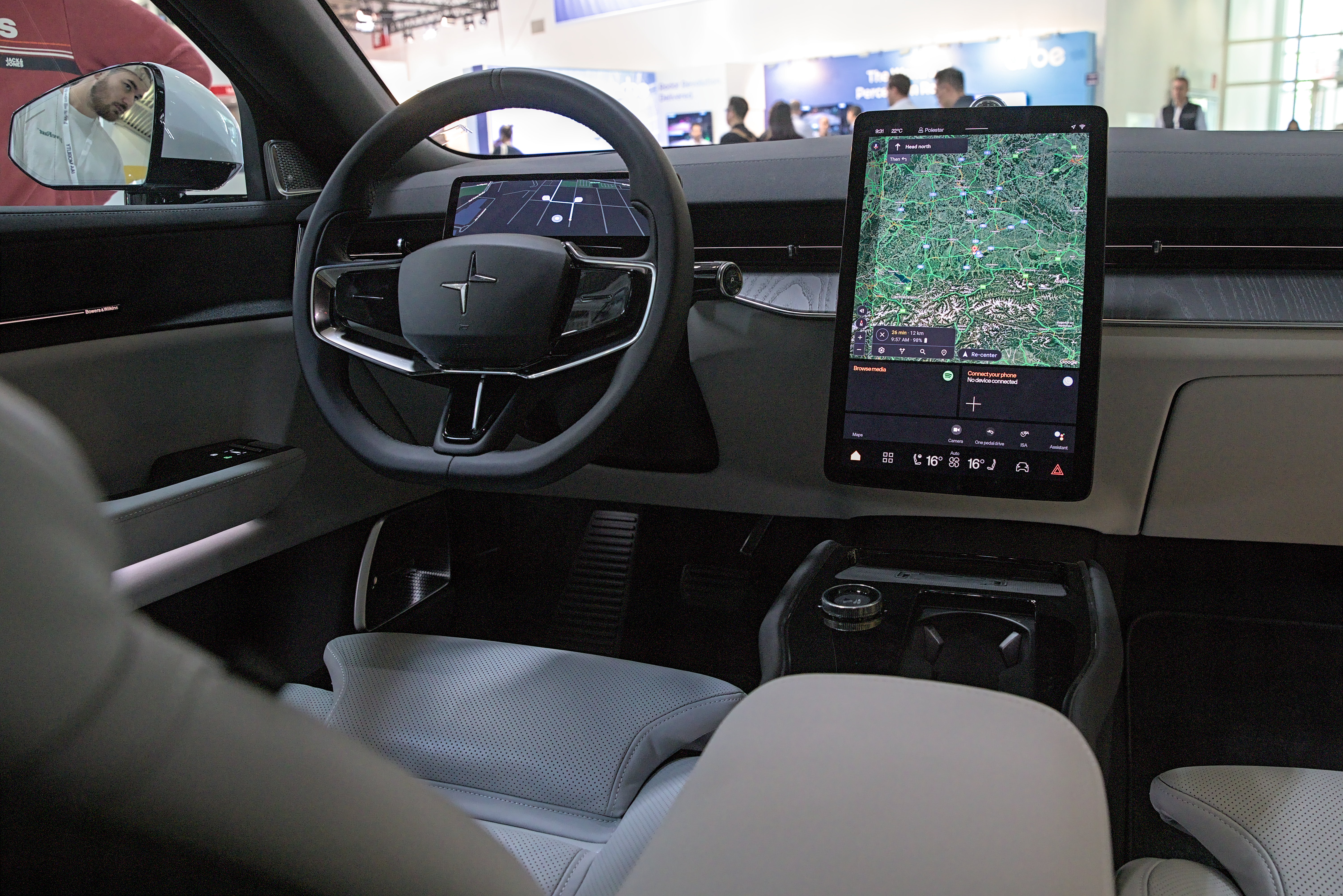

У червні 2021 року Polestar вперше оголосила про розширення своєї пропозиції новою, третьою моделлю, представивши її корпус, покритий білою тканиною. Прем’єрі великого електричного позашляховика передували ще два анонси: фотографія копії в камуфляжі з грудня 2021 року та фотографія силуету автомобіля без камуфляжу з червня 2022 року. Нарешті, Polestar 3 офіційно дебютував у жовтні 2022 року як автомобіль компанії. перша модель, заснована на новій модульній платформі SPA2, спільній з подвійним електричним Volvo EX90.
Автомобіль також є першою серійною моделлю, яка має нову мову дизайну Polestar, анонсовану в прототипі Precept Concept 2020, втілюючи авангардну концепцію з подвійними фарами у формі бумерангів, що стоять один проти одного, і чітко окресленими складками. Відмінною деталлю є великий повітрозабірник між фарами, спрямований прямо до похилої лінії капота, забезпечуючи оптимальний потік повітря та притискну силу під час руху. Лінія кузова отримала плавну, пологу лінію даху в стилі позашляховиків-купе, з великою часткою засклених поверхонь - низьке заднє скло плавно зливається зі стандартним, великим скляним дахом. Задню частину кузова, як і у моделі Polestar 2, прикрасили округлі С-подібні ліхтарі, з’єднані єдиною світловою смугою. Вигнуті двері багажника простягаються над дахом на висоту другого ряду сидінь і забезпечують об’єм від 484 до 1411 літрів. Під капотом спереду розташований невеликий 32-літровий багажник.
Пасажирський салон витримано в цифровому мінімалістичному стилі, а інтер’єр кабіни створено з трьохколірних матеріалів, таких як дерево, алюміній і шкіра. Перед кермом розташовані цифрові датчики, а на центральній консолі домінує вертикальний 14,5-дюймовий сенсорний екран, який підтримує мультимедійну систему Google. У стандартне оснащення електричного позашляховика входить розширена аудіосистема Bowers & Wilkins на 25 динаміків з об’ємним 3D-звуком і Dolby Atmos. Polestar 3 також пропонує широкий пакет систем безпеки, в т.ч. моніторинг навколишнього середовища та функція напівавтономного водіння завдяки радару LiDAR.